# Ras (titolo)
Ras, in amarico ራስ (dalla radice triconsonantica semitica <r-'-s>, che origina ad esempio il sostantivo arabo raʾs, "testa") era un titolo aristocratico etiope tradizionale.

## Storia
Il titolo, uno dei più nobili della corte imperiale etiope (equivalente all'europeo duca), nacque probabilmente nel XVI secolo; era dapprima attribuito ai signori feudali delle maggiori province dell'Etiopia, mentre in seguito fu assegnato ai dignitari di rango immediatamente inferiore al negus. Anche alcuni dignitari della Chiesa ortodossa etiope tevahedo avevano il diritto di portare questo titolo. Il ras aveva il diritto a 24 tamburi di cerimonia (negarits). A partire dal XIX secolo il titolo iniziò a essere insignito frequentemente. Il ras aveva una grande autorità nella zona in cui governava. Il titolo nobiliare etiope più vicino era degiasmacc (equivalente all'europeo conte). Durante il regno dell'imperatore Menelik II, solo i capi delle province più importanti (Harar, Selale, Arsi, Bale, Begemder, Tigrè, Ilubabor, Kaffa, Velega, Volo, Jegu Vadla, Delanta, Davunt, Sedho, Varo, Meket, Zobil, Lasta e Gojam) avevano questo grado. Sono ras i membri delle famiglie nobili etiopi e della famiglia imperiale. 
Il termine rastafarianesimo deriva da ras Tafarì Maconnèn, ossia dall'unione tra il titolo ras e il nome di battesimo dell'imperatore Hailé Selassié.
Per mutazione, nel gergo italiano ras sta ad indicare qualcuno di importante a livello locale e che esercita il potere in modo dispotico e quasi tribale. Era molto frequente per designare, in chiave polemica, i gerarchi fascisti.

## Nella cultura popolare
Il termine compare in varie canzoni a tema coloniale degli anni Trenta, come O morettina di Nino Rastelli e Dino Olivieri.
Il termine appare anche nel film Eccezzziunale... veramente, diretto da Carlo Vanzina: Diego Abatantuono vi interpreta la parte del capo tifoso del Milan, Donato, definito "il ras della fossa".
Il termine viene anche usato da Luca Marinelli nei panni di Mussolini nella serie Sky M - Il figlio del secolo per descrivere i gerarchi fascisti "capi nelle loro regioni ma ottusi e dispotici come i Ras etiopi"